# Formatie van Sterksel
De Formatie van Sterksel (ST) is een rivierafzetting uit het Midden Pleistoceen en het laatste deel van het Vroeg Pleistoceen. De formatie is afkomstig van de Rijn en later van de Maas. Ze is te vinden in het gebied van en rondom de Roerdalslenk en komt in de Kempenhorst aan de oppervlakte. In de Slenk is de formatie bedekt door een laag sediment. Deze afzetting is samengesteld uit grof zand en grind en bevat soms ook keien. De dikte van deze laag varieert tussen enkele meters en 60 m. Naar het noordwesten toe zinkt deze laag steeds dieper onder de oppervlakte.
De naam is aan deze formatie gegeven in 1957 door Zagwijn, maar al in 1947 werd de naam Sterksel door Zonneveld gekoppeld aan een mineraalzone die in het onderste deel van de formatie voorkomt.
De formatie ligt op de Formatie van Stramproy of de Formatie van Waalre, in Midden-Nederland soms op de Formatie van Peize.
De formatie wordt in Zuid-Nederland bedekt door de Formatie van Beegden, in Midden- en West-Nederland door de Formatie van Urk en de Formatie van Kreftenheye.
De Formatie van Sterksel wordt gerekend tot de Boven-Noordzee Groep.